# Tim Walbrecht
Tim Walbrecht (* 18. September 2001 in Celle) ist ein deutscher Fußballspieler.

## Karriere
Nach seinen Anfängen in der Jugend des JFC Allertal wechselte er im Sommer 2013 in die Jugendabteilung von Hannover 96. Nach insgesamt 26 Spielen in der B-Junioren-Bundesliga und 31 Spielen in der A-Junioren-Bundesliga, bei denen ihm insgesamt ein Tor gelang, wurde er im Sommer 2019 in den Kader der 2. Mannschaft seines Vereins aufgenommen. Bis zum Saisonabbruch in Folge der COVID-19-Pandemie kam er in der Regionalliga Nord auf 13 Spiele. 
Im September 2020 unterschrieb er seinen ersten Profivertrag in Hannover und wurde gleichzeitig für eine Saison in die 3. Liga zum SV Wehen Wiesbaden verliehen. Dort kam er auch zu seinem ersten Einsatz im Profibereich, als er am 20. Oktober 2020, dem 6. Spieltag, beim 4:0-Auswärtssieg gegen den KFC Uerdingen 05 in der 71. Spielminute für Marc Lais eingewechselt wurde.
Nach der Saison 2022/23 verließ Walbrecht den Verein mit seinem Vertragsende. Im Januar 2024 kehrte er nach über sechsmonatiger Vereinslosigkeit zu Hannover 96 zurück und steht seither im Kader der zweiten Mannschaft. Bis zum Ende der Saison 2023/24 kam er unter Daniel Stendel 11-mal in der Regionalliga Nord zum Einsatz (stets in der Startelf). Nach dem Gewinn der Meisterschaft stieg man in den Aufstiegsspielen gegen die Würzburger Kickers in die 3. Liga auf; dabei absolvierte Walbrecht beide Partien.

## Erfolge
- Meister der Regionalliga Nord und Aufstieg in die 3. Liga: 2024